# داویت داویتیان
داویت دُدیکی داویتیان (ارمنی: Դավիթ Ռուդիկի Դավտյան؛ روسی: Давид Рудикович Давидян؛ زادهٔ ۱۴ دسامبر ۱۹۹۷) بازیکن فوتبال ارمنی‌تبار اهل روسیه است.

## باشگاهی
از باشگاه‌هایی که در آن بازی کرده‌است می‌توان به  باشگاه فوتبال نیژنی نووگورود، FC Nosta Novotroitsk، باشگاه فوتبال آرارات مسکو، باشگاه فوتبال آرارات ایروان، باشگاه فوتبال آلاشکرت و باشگاه فوتبال خیمکی اشاره کرد.